# Gingivitis
Gingivitis ali vnetje dlesni je nedestruktivna vnetna bolezen dlesni. Najpogosteje ga povzročajo bakterijski biofilmi (tako imenovani plaki), ki so pritrjeni na zobne površine. Gingivitis je vedno predstopnja parodontoze, vendar pa vsi primeri gingivitisa ne vodijo do parodontoze.
Gingivitis lahko z ustrezno ustno higieno izzveni, nezdravljeni gingivitis pa lahko vodi v parodontozo. Pri tem vnetje dlesni spremlja tudi razkroj kostnine v okolici zob. Skrajna posledica je lahko izguba zob.

## Znaki in simptomi
Simptomi gingivitisa so posledica vnetnega stanja in se kažejo kot:
- oteklina dlesni
- pordelost ali vijoličasta obarvanost dlesni
- občutljivost dlesni na dotik
- krvavitev iz dlesni (zlasti po ščetkanju ali nitkanju)

Gingivitis lahko spremlja tudi zadah.